# MDNA World Tour
MDNA World Tour  é o quarto álbum ao vivo da cantora estadunidense Madonna. Foi lançado em 6 de setembro de 2013, pela Interscope, como um show completo lançado como disco compacto, download digital, disco digital de vídeo e blu-ray. Madonna embarcou na The MDNA Tour para promover seu décimo segundo álbum de estúdio, MDNA. A turnê foi um sucesso comercial, embora tenha alcançado várias controvérsias. As apresentações na American Airlines Arena em Miami, Flórida durante a parte norte-americana do MDNA Tour foram documentados para lançamento em vídeo. A gravação foi dirigida por Danny B. Tull e Stephane Sennour, que incluíram imagens de outros shows da turnê.
Madonna passou seis meses editando as filmagens da apresentação e, juntamente com Tull e Sennour, desenvolveu o vídeo para as músicas que havia apresentado como mini-filme. Filmado como documentário, o MDNA World Tour incluiu as melhores cenas disponíveis em diferentes locais da turnê, enfatizando o impacto de Madonna na geração mais jovem de artistas. Antes do lançamento, um especial de televisão para shows, Madonna: The MDNA Tour, foi transmitido nos Estados Unidos pela Epix em 22 de junho de 2013. Uma estréia aconteceu no The Paris Theater, em Nova Iorque no mesmo mês.
O lançamento recebeu críticas mistas dos críticos, com um grupo de revisores elogiando o tecnicismo e o visual associado ao programa, enquanto outros notaram a ausência das canções de sucesso de Madonna no set list. Após o lançamento, os meios de comunicação de todo o mundo escreveram sobre a fabricação de qualidade ruim do CD e DVD, com muitos compradores optando por devolver sua compra. Dentro de uma semana, a Interscope divulgou um comunicado, editando os discos Blu-ray nos Estados Unidos.
O MDNA World Tour alcançou o topo da parada de álbuns na Hungria e o top 10 na Espanha, França, Israel, Itália e Rússia, mas não conseguiu alcançar posições altas nas paradas, obtendo desempenho semelhante aos álbuns ao vivo anteriores da cantora, nos Estados Unidos Reino Unido. No entanto, a versão em vídeo obteve mais sucesso, alcançando o número um na maioria das paradas de DVD em todo o mundo e ganhando platina tripla no Brasil, platina no Canadá e Portugal e ouro na Polônia. O lançamento alcançou o topo da parada de vídeos musicais da Billboard nos EUA, com vendas de 11,000 cópias, tornando-se seu sexto e décimo vídeo consecutivo no topo da parada — o máximo para qualquer artista.

## Antecedentes

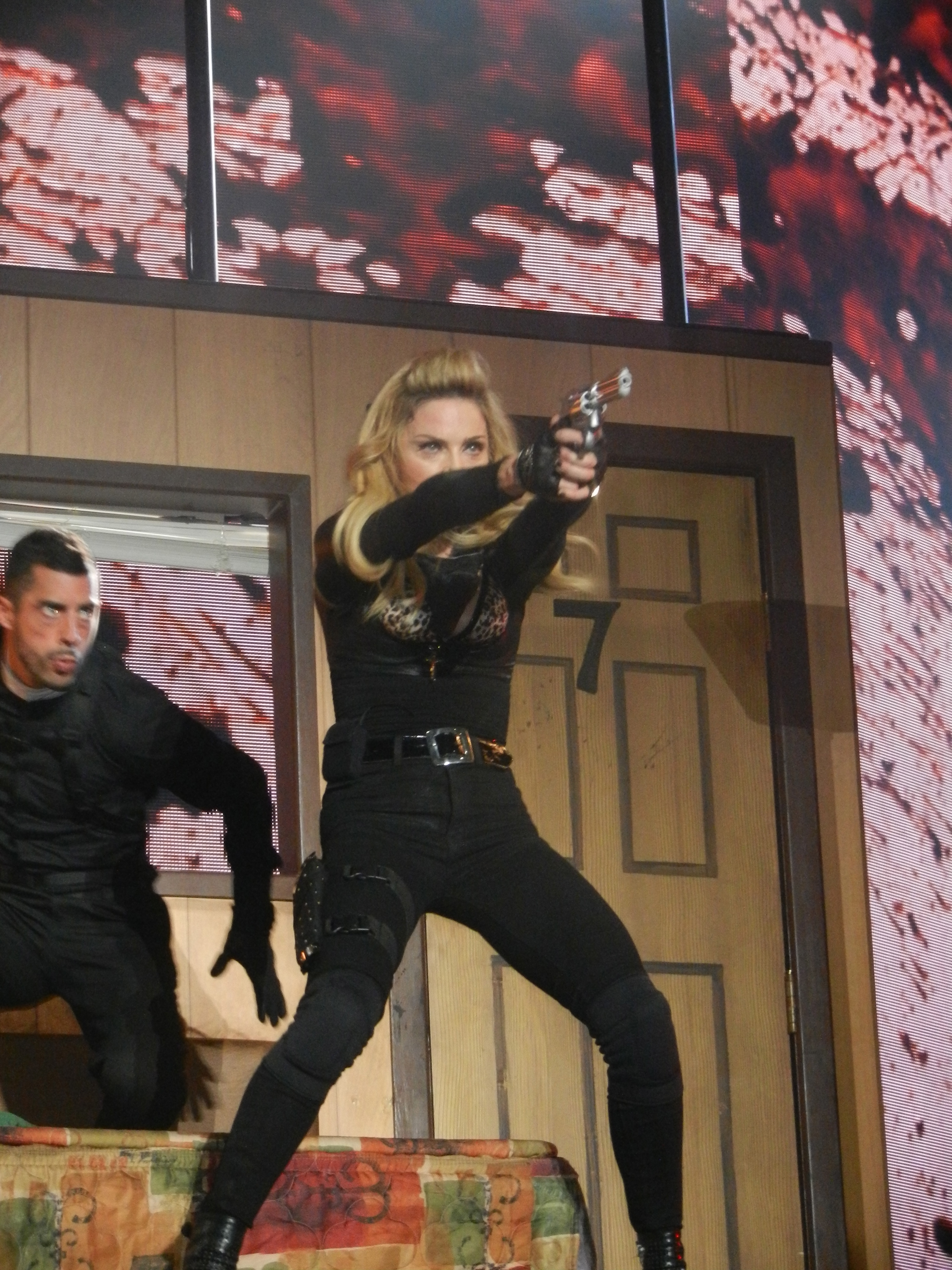
Madonna em um dos shows da MDNA Tour, turnê que promoveu seu décimo segundo álbum de estúdio MDNA.

Em março de 2012, Madonna lançou seu décimo segundo álbum de estúdio, intitulado MDNA, pela Interscope Records. A artista trabalhou com uma variedade de produtores como Alle Benassi, Benny Benassi, Demolition Crew, Free School, Michael Malih, Indiigo, William Orbit and Martin Solveig no álbum. Um álbum de música dance, MDNA explora liricamente temas como festejo, amor pela música, paixão, bem como desgosto, vingança e separação. O álbum recebeu resenhas geralmente positivas dos críticos de música. Posterior ao seu lançamento, conseguiu debutar no topo de vários países mundialmente, incluindo Austrália, Canadá, Itália, Espanha, além do Reino Unido e os Estados Unidos. Para promover o CD, a artista embarcou em sua nona turnê, a The MDNA Tour. A digressão visitou as Américas, Europa e o Oriente Médio ao longo de 2012, também marcando a primeira performance da musicista nos Emirados Árabes Unidos, Ucrânia, Escócia e Colômbia.
Descrita pela própria como "uma jornada de uma alma das trevas à luz", o show foi dividido em quatro atos: Transgression, onde armas e violência são os temas principais, Prophecy, que é uma mistura de músicas alegres que fazem as pessoas ficarem juntas e cantarem, Masculine/Feminine, uma combinação de sensualidade e moda com músicas clássicas de Madonna em um estilo de cabaré francês, e Redemption, citado por Madonna como "uma grande festa e celebração". A turnê recebeu críticas positivas, embora tenha enfrentado muitos assuntos controversos, como violência, armas de fogo, direitos humanos, nudez e política. Foi um sucesso comercial e ingressos de várias datas se esgotaram rapidamente. Após sua conclusão, a Billboard declarou que a The MDNA Tour foi a mais bem sucedida de 2012, arrecadando um total de US$ 305.2 milhões em 88 concertos esgotados, sendo a décima turnê de maior bilheteria de todos os tempos e superando a Taking Chances World Tour, de Céline Dion, como a segunda de maior sucesso por uma artista feminina, atrás da Sticky & Sweet Tour (2008-09), da própria Madonna.

## Desenvolvimento e lançamento

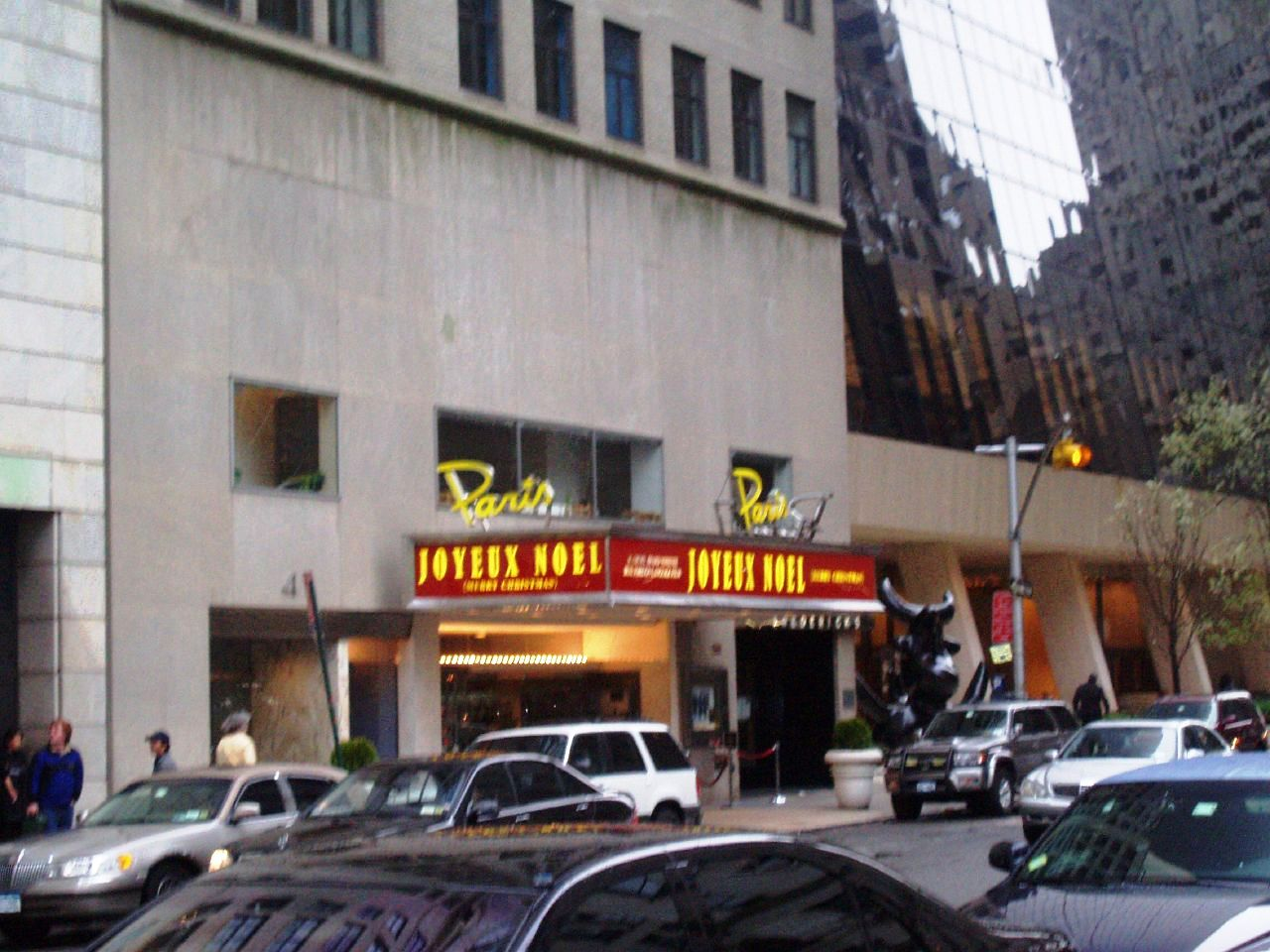
A estréia do documentário aconteceu no The Paris Theater em Manhattan, Nova Iorque.

Inicialmente, as filmagens do show foram planejadas para os shows na Colômbia, mas devido a conflitos com a agenda dos diretores, esses shows não foram filmados. Em vez disso, Madonna anunciou em sua página no Facebook que os shows de 19 e 20 de novembro em Miami, na American Airlines Arena, serão filmados para o próximo lançamento da turnê em DVD e Blu-ray. Depois de aceitar o prêmio de Melhor Artista em Turnê no Billboard Music Awards de 2013, Madonna confirmou que havia acabado de editar o material do DVD, com a Billboard prevendo que o lançamento do vídeo fosse em setembro de 2013. Foi anunciado oficialmente pelo site da cantora que o álbum de vídeo da turnê será lançado em 26 de agosto de 2013 pela Live Nation e pela Interscope Records; a data foi posteriormente alterada para 6 e 9 de setembro para países fora dos EUA e 10 de setembro para os EUA. Ele documentou os shows de 19 e 20 de novembro na American Airlines Arena, mas também incluirá imagens de outras datas de shows. O documentário foi dirigido por Danny B. Tull e Stephane Sennour - que também dirigiu o especial de concerto do YouTube — MDNA: Live à l'Olympia e o documentário de bastidores Inside the DNA of MDNA— e foi produzido por Madonna. MDNA World Tour é o décimo álbum de vídeo ao vivo de Madonna e foi lançado em nos formatos DVD e Blu-ray. Madonna passou seis meses editando as filmagens dos concerto e, juntamente com Tull e Sennour, ela construiu cada uma das performances do vídeo como um mini-filme.
De acordo com a Entertainment Weekly, MDNA World Tour lançou luz sobre o impacto que Madonna teve sobre a geração mais jovem de artistas, dançarinos e fãs em geral "ue se recusam a aceitar por uma questão de conformidade". Tull aproveitou os melhores momentos dos 88 shows diferentes da turnê para criar um documentário coeso. Ele lembrou que havia inúmeras imagens disponíveis na turnê e eles tiveram que encontrar a foto "perfeita" para Madonna. Ele deu um exemplo de que o desempenho de "Like a Prayer" teve cenas de apenas 50 países. "Foi muito intenso. Acho que olhei para baixo um dia e pensei: 'Oh, meus dedos estão prestes a cair'. Mas valeu a pena", concluiu Tull. Uma prévia do DVD foi exibida pela primeira vez no Billboard Music Awards e outra foi lançada em junho de 2013, mostrando a cantora performando "Give Me All Your Luvin'" na turnê, o prmeiro single do MDNA. Outro vídeo mostrou Madonna fazendo audições para os dançarinos, enquanto cantava uma versão acústica de seu single de 2001, "Don't Tell Me". Uma transmissão televisiva do show, intitulada Madonna: The MDNA Tour, foi ao ar no Epix nos Estados Unidos em 22 de junho de 2013. O show estreou às 20h na rede de TV do Epix e on-line no EpixHD.com e nos aplicativos da emissora. Em 18 de junho, o especial do concerto teve uma estréia mundial no The Paris Theatre, em Nova Iorque, com Madonna participando do evento em uma coletiva de imprensa com a mídia, celebridades e fãs. Foi lançado um concurso apenas para residentes nos EUA, que tiveram a chance de ganhar dois convites para o evento especial. A cantora usava um smoking preto e uma cartola na estréia, sendo o conjunto uma homenagem à atriz Marlene Dietrich e seu traje semelhante no filme de 1930, Morocco. A cantora teve uma sessão de perguntas e respostas e também mostrou um trailer de seu filme secretprojectrevolution com o fotógrafo Steven Klein.

## Análise da crítica
| Críticas profissionais   | Críticas profissionais |
| Avaliações da crítica    | Avaliações da crítica  |
| Fonte                    | Avaliação              |
| ------------------------ | ---------------------- |
| AllMusic                 | [ 30 ]                 |
| Dallas Voice             | [ 31 ]                 |
| The Republic             | [ 32 ]                 |
| North Jersey Media Group | [ 33 ]                 |

Arnold Wayne Jones, do Dallas Voice, deu ao álbum quatro das cinco estrelas, escrevendo que o cocerto "tem toda a majestade e erotismo fetichista da Material Girl, fundido com muitas imagens perturbadoras e violentas e um enorme catálogo de músicas". Jones concluiu que Madonna era mais provocativa do que antes com o lançamento. Chuck Campbell, do The Republic, deu ao álbum três estrelas e meia em cinco, escrevendo que "uma mulher ambiciosa como Madonna não se deixará tornar uma artista de nostalgia". Ele acrescentou que Madonna deixa isso claro toda vez que ela sai em turnê: "ela está vivendo o momento e  seu material mais novo". A crítica do The Advocate foi positiva em sua análise, afirmando que o DVD afirma que o "reinado musical de Madonna continua". Pip Ellwood, do Entertainment Focus, sentiu que os destaques do disco foram as performances ao vivo de 'Human Nature' e 'Like a Prayer'. Ele concluiu a revisão dizendo que: "Fazendo uso perfeito de suas dançarinas, telas de vídeo e cenários, a MDNA World Tour é uma das mais espetaculares de Madonna até hoje e ela ainda atua com a paixão e a energia que sempre fez. Se você foi ao show, pegue sua cópia e trate-a como uma lembrança. Se você não precisou dar uma olhada, pois é um dos melhores shows que ela já fez", premiando o lançamento com três de cinco estrelas, dizendo que "há momentos musicais inesperados que fazem o MDNA World Tour valer a pena ser ouvido", incluindo a performance de "Like a Virgin" e "Like a Prayer". Stephen Thomas Erlewine, do AllMusic, premiou o lançamento com três de cinco estrelas, dizendo que "há momentos musicais inesperados que fazem o MDNA World Tour valer a pena ser ouvido", incluindo a performance de "Like a Virgin" e "Like a Prayer". No entanto, ele achava que o lançamento do CD era desnecessário, pois o álbum seria uma experiência melhor com o vídeo.
| |  |  |
| As performances de "Human Nature" (esquerda) e "Like a Prayer" (direita) foram consideradas os destaques do DVD. |  |  |

O North Jersey Media Group deu ao DVD uma nota de 2.5 de cinco, dizendo que Madonna se sentia "excessivamente" ligada a suas músicas contemporâneas do que seus lançamentos clássicos. Eles acrescentaram "que a busca por arranjos longos de músicas inconseqüentes — do 'Revolver' irritantemente tratado com a faixa de dança descartável 'Celebration' no final — 
deixará os ouvintes se perguntando por que houve tantos sucessos importantes apenas com um aceno de cabeça, se é que alguma coisa". Uma análise de Kevin Taft no site online "Edge on the Net" foi negativa em geral. Taft percebeu que os vocais de Madonna eram alterados e misturados tanto que pareciam desencarnados e não combinavam com os lábios da cantora. Ele ficou "chocado" ao descobrir que os CDs de áudio também continham as músicas mal mixadas. O revisor explicou que "a escolha de diminuir a faixa de apoio também não ajuda muito. De fato, soa como se Madonna estivesse em um palco de cabaré com uma banda de cinco músicos ... Durante os seis meses que Madge levou para editar seu show, alguém gostaria que ela conseguisse seus vocais nos lábios". No entanto, Taft elogiou o show geral e o brilho técnico que a acompanha.

## Problemas de domínio
Em um bate-papo on-line com o site Reddit, Madonna abordou as preocupações sobre os problemas de masterização do DVD e Blu-ray na Europa, dizendo que estava horrorizada com as falhas e que sua gravadora estava resolvendo isso. Ela concluiu dizendo que "[eu] passei 6 meses editando e mixando o som do DVD, a última coisa que quero ouvir é que os fãs não estão recebendo os frutos do meu trabalho". Em 23 de setembro de 2013, a Interscope Records anunciou que estava recuperando todos os discos Blu-ray emitidos nos EUA, depois de ouvir relatórios contínuos de falhas no som dos consumidores, acrescentando que um "erro de fabricação" comprometia o áudio 5.1 dos discos. O anúncio também acrescentou o seguinte:

"A Interscope Records gostaria de conscientizar os consumidores do disco Blu-ray MDNA World Tour de Madonna de que o show será visto com a melhor qualidade possível, ajustando adequadamente as configurações da sua televisão no modo 'Normal / Filme' em vez de 'Modo Dinâmico / Aprimorado'. Aparelhos Blu-ray mais antigos ou aqueles sem atualização de firmware podem apresentar falhas ao navegar no menu Blu-ray. Siga as instruções do fabricante para atualizar o firmware.

## Créditos
Créditos adaptados das notas de apresentação do MDNA.
- Madonna – vocal, guitarra, produção
- Kiley Dean – vocal de apoio
- Nicki Richards – vocal de apoio
- Kalakan Trio – vocal de apoio
- Monte Pittman – guitarra
- Brian Frasier Moore – bateria
- Ric'key Pageot – teclados, piano vertical
- Jason Yang – violino
- Kevin Antunes –  diretor musical, teclados, programador
- Danny B. Tull – diretor
- Stephane Sennour – diretor
- Michel Laprise – diretor
- Anthony Talauega – co-diretor
- Richmond Talauega – co-diretor
- Tiffany Olson –  diretora associada
- Smasher Desmedt – drector técnico
- Mark Ritchie –  fotografia
- Arthur Fogel – produtor executivo
- Guy Oseary – produtor executivo
- Jake Berry – gerente de produção
- Sean Spuehler – engenheiro
- Al Gurdon – designer de iluminação
- Arianne Phillips – designer de iluminação
- Danny O'Bryen – produtor de linha
- Jonathan Lia – produtor de linha
- Mark Fisher – designer de som
- Demo Castellon – designer de som
- Glenn Erwin – designer de som
- Kevin Antunes – designer de som
- Danny Tull – editor de vídeo

## Faixas
| MDNA World Tour – Edição em CD (disco 1) |                                     | | |         |  |
| N.º                                      | Título                              | Compositor(es) | Nota(s) | Duração |  |
| 1.                                       | "Virgin Mary (Intro)"               | | Contém elementos de "Psalm 91" e "Birjina Gaztetto Bat Zegoen", com arranjos e interpretação por Kalakan Trio | 5:46    |  |
| 2.                                       | "Girl Gone Wild"                    | Madonna Dwayne Carter Justin Franks Carlos Battery Steven Battery Brandon Kitchen                                               | Contém elementos de "Material Girl" e "Give It 2 Me"                                                          | 3:57    |  |
| 3.                                       | "Revolver"                          | Madonna Dwayne Carter Justin Franks Carlos Battery Steven Battery Brandon Kitchen                                               | | 3:52    |  |
| 4.                                       | "Gang Bang"                         | Madonna William Orbit Priscilla Hamilton Keith Harris Jean-Baptiste Kouame Michael Penniman Demacio Castellon Stephen Kozmeniuk | | 5:54    |  |
| 5.                                       | "Papa Don't Preach"                 | Brian Elliott Madonna [a] | | 1:50    |  |
| 6.                                       | "Hung Up"                           | Madonna Stuart Price Benny Andersson Bjoern Ulvaeus                                                                             | Contém elementos de "Girl Gone Wild"                                                                          | 3:47    |  |
| 7.                                       | "I Don't Give A"                    | Madonna Martin Solveig Onika Miraj Julien Jabre                                                                                 | | 5:27    |  |
| 8.                                       | "Best Friend (Interlúdio de vídeo)" | Madonna A. Benassi M. Benassi                                                                                                   | Contém elementos de "Heartbeat"                                                                               | 3:19    |  |
| 9.                                       | "Express Yourself"                  | Madonna Stephen Bray | Contém elementos de "She's Not Me"                                                                            | 4:06    |  |
| 10.                                      | "Give Me All Your Luvin'"           | Madonna Martin Solveig Miraj Maya Arulpragasam Michael Tordjman                                                                 | | 4:11    |  |
| 11.                                      | "Turn Up the Radio"                 | Madonna Martin Solveig Tordjman Jade Williams                                                                                   | | 3:58    |  |
| 12.                                      | "Open Your Heart"                   | Madonna Gardner Cole Peter Rafelson                                                                                             | Inclui "Sagarra Jo", com arranjos e interpretação de Kalakan Trio                                             | 8:51    |  |
| 13.                                      | "Masterpiece"                       | Madonna Julie Frost Jimmy Harry                                                                                                 | | 4:32    |  |
| Duração total:                           | Duração total:                      | Duração total: | Duração total:                                                                                                | 59:30   |  |

| MDNA World Tour – Edição em CD (disco 2) |                                         |                                                                        |                                                                                   |         |  |
| N.º                                      | Título                                  | Compositor(es)                                                         | Nota(s)                                                                           | Duração |  |
| 1.                                       | "Justify My Love (Interlúdio de vídeo)" | Lenny Kravitz Ingrid Chavez Madonna [a]                                |                                                                                   | 3:34    |  |
| 2.                                       | "Vogue"                                 | Madonna Shep Pettibone                                                 |                                                                                   | 4:08    |  |
| 3.                                       | "Erotic Candy Shop"                     | Madonna Pharrell Williams Michael Kelly                                | Contém elementos de "Candy Shop, "Ashamed of Myself" e "Erotica"                  | 4:40    |  |
| 4.                                       | "Human Nature"                          | Madonna Dave Hall Kevin McKenzie Shawn McKenzie Michael Deering        |                                                                                   | 4:08    |  |
| 5.                                       | "Like a Virgin Waltz"                   | Tom Kelly Billy Steinberg Abel Korzeniowski                            | Contém elementos de "Like a Virgin" e "Evgeni's Waltz"                            | 5:15    |  |
| 6.                                       | "Love Spent"                            | Madonna Orbit Ryan Buendia Kouame Hamilton Alain Whyte Michael McHenry |                                                                                   | 4:47    |  |
| 7.                                       | "Nobody Knows Me (Interlúdio de vídeo)" | Madonna Mirwais Ahmadzaï                                               |                                                                                   | 3:36    |  |
| 8.                                       | "I'm Addicted"                          | Madonna A. Benassi M. Benassi                                          |                                                                                   | 4:42    |  |
| 9.                                       | "I'm a Sinner"                          | Madonna Orbit Kouame                                                   | Contém elementos de "Cyberraga"                                                   | 6:45    |  |
| 10.                                      | "Like a Prayer"                         | Madonna Patrick Leonard                                                | Includes "De Treville-n Azken Hitzak", arranged and performed by the Kalakan Trio | 6:10    |  |
| 11.                                      | "Celebration"                           | Madonna Paul Oakenfold Ian Green Ciaran Gribbin                        | Contém elementos de "Girl Gone Wild" e "Give It 2 Me"                             | 7:24    |  |
| Duração total:                           | Duração total:                          | Duração total:                                                         | Duração total:                                                                    | 55:09   |  |

| MDNA World Tour – Edição em DVD / Blu-ray |                                         | |         |  |
| N.º                                       | Título                                  | Nota(s) | Duração |  |
| 1.                                        | "Virgin Mary (Intro)"                   | Contém elementos do "Salmo 91" e "Birjina Gaztetto Bat Zegoen", organizados e executados pelo Kalakan Trio | 5:46    |  |
| 2.                                        | "Girl Gone Wild"                        | Contém elementos de "Material Girl" e "Give It 2 Me"                                                       | 3:57    |  |
| 3.                                        | "Revolver"                              | | 3:52    |  |
| 4.                                        | "Gang Bang"                             | | 5:54    |  |
| 5.                                        | "Papa Don't Preach"                     | | 1:50    |  |
| 6.                                        | "Hung Up"                               | Contém elementos de "Girl Gone Wild"                                                                       | 3:47    |  |
| 7.                                        | "I Don't Give A"                        | | 5:27    |  |
| 8.                                        | "Best Friend (Interlúdio de vídeo)"     | Contém elementos de "Heartbeat"                                                                            | 3:19    |  |
| 9.                                        | "Express Yourself"                      | Contém elementos de "She's Not Me"                                                                         | 4:06    |  |
| 10.                                       | "Give Me All Your Luvin'"               | | 4:11    |  |
| 11.                                       | "Turn Up the Radio"                     | | 3:58    |  |
| 12.                                       | "Open Your Heart"                       | Inclui "Sagarra Jo", arranjado e realizado pelo Kalakan Trio                                               | 8:51    |  |
| 13.                                       | "Masterpiece"                           | | 4:32    |  |
| 14.                                       | "Justify My Love (Interlúdio de vídeo)" | | 3:34    |  |
| 15.                                       | "Vogue"                                 | | 4:08    |  |
| 16.                                       | "Erotic Candy Shop"                     | Contém elementos de "Candy Shop, "Ashamed of Myself" e "Erotica"                                           | 4:40    |  |
| 17.                                       | "Human Nature"                          | | 4:08    |  |
| 18.                                       | "Like a Virgin Waltz"                   | Contém elementos de "Like a Virgin" e "Evgeni's Waltz"                                                     | 5:15    |  |
| 19.                                       | "Love Spent"                            | | 4:47    |  |
| 20.                                       | "Nobody Knows Me (Interlúdio de vídeo)" | | 3:36    |  |
| 21.                                       | "I'm Addicted"                          | | 4:42    |  |
| 22.                                       | "I'm a Sinner"                          | Contém elementos de "Cyberraga"                                                                            | 6:45    |  |
| 23.                                       | "Like a Prayer"                         | Inclui "De Treville-n Azken Hitzak", organizado e realizado pelo Kalakan Trio                              | 6:10    |  |
| 24.                                       | "Celebration"                           | Contém elementos de "Girl Gone Wild" e "Give It 2 Me"                                                      | 7:24    |  |
| 25.                                       | "Workshop"                              | | 19:06   |  |
| Duração total:                            | Duração total:                          | Duração total:                                                                                             | 133:45  |  |

- Lista de faixas adaptada a partir da Allmusic.[41]

Nota:
- ↑a  significa letra adicional
- "Express Yourself" também contém demonstrações de "Born This Way" por Lady Gaga, mas o seu uso não foi creditado no álbum.[42]

## Desempenho comercial
Nos Estados Unidos, a MDNA World Tour não estreou entre os quarenta primeiros da Billboard 200, ao contrário de seus álbuns ao vivo anteriores, e entrou no número 90 com 4,000 cópias vendidas, tornando-se sua 26ª entrada na tabela. No entanto — entrou no número um na Top Music Videos com vendas de 11,000 cópias — tornando-se seu sexto álbum de vídeo consecutivo e décimo no topo da parada, maior quantidade entre qualquer artista. O MDNA World Tour foi precedido por Madonna (quatro semanas no número um em 1985), Madonna Live: The Virgin Tour (10 semanas em 1986), Ciao Italia: Live from Italy (oito semanas em 1988), The Immaculate Collection (quatro semanas em 1991), Drowned World Tour 2001 (uma semana em 2001), I'm Going to Tell You a Secret (duas semanas em 2006), The Confessions Tour (duas semanas em 2007), Celebration: The Video Collection (uma semana em 2009) e Sticky & Sweet Tour (uma semana em 2010). Keith Caulfield, da Billboard, observou que a estréia na Billboard 200 foi com vendas consideravelmente menores do que o álbum anterior, Sticky & Sweet Tour, que entrou na parada no número dez com vendas de 28,000 cópias e no topo dos principais vídeos musicais com 5,000 cópias. Caulfield teorizou que a única disponibilidade do MDNA World Tour como um álbum digital e CD sob demanda da Amazon.com dificultava sua classificação no gráfico e a emissão do álbum nos formatos tradicionais de lançamento de músicas do combo CD-DVD teria aumentado as vendas. Na semana seguinte, MDNA World Tour manteve o primeiro lugar na parada Top Music Videos, com vendas adicionais de 3.000 cópias. MDNA World Tour se tornou o 29º videoclipe mais vendido na tabulação de final de ano da Billboard.
Uma previsão feita no meio da semana pela revista Music Week teve o MDNA World Tour listado na posição 37 do UK Albums Chart. Ele finalmente estreou no número 55 da parada com vendas de 1,759 cópias, enquanto liderava a parada de DVDs do país, com vendas maiores na primeira semana de 5,599 cópias. MDNA World Tour se tornou o primeiro álbum ao vivo de Madonna a não figurar entre os vinte primeiros na parada de álbuns do Reino Unido, depois saltou para o número 18 (14.449 vendas) com I'm Going to Tell You a Secret (2006), número sete (22.227 vendas) com The Confessions Tour (2007) e número 17 (12.405 vendas) com Sticky & Sweet Tour (2010). Em setembro de 2017, vendeu 23,220 cópias no país. A colocação mais alta do álbum foi na Hungria, onde alcançou o topo da parada. Também alcançou as dez primeiras posições na Espanha, França, Israel, Itália, Rússia, enquanto alcançou o top vinte na Polônia e Portugal. Sua posição mais baixa foi alcançada na região da Flandres da Bélgica, onde não conseguiu entrar no top 100 do gráfico Ultratop , atingindo o pico do número 116. MDNA World Tour obteve sucesso nas listas de DVDs da maioria das nações, alcançando o topo das paradas de 17 fornecedores. No entanto, na Austrália, a versão do álbum foi desclassificada da tabela no ARIA Charts, mas alcançou o topo das tabelas em DVD na edição de 16 de setembro de 2013. Em relação às certificações, o DVD recebeu um disco de ouro na Polônia, uma platina no Canadá e Portugal e três de platina no Brasil; no terceiro país mencionado, a Associação Fonográfica Portuguesa (AFP) também certificou a versão em CD como ouro.

### Tabelas semanais
| Tabela musical (2013)                            | Melhor posição |
| ------------------------------------------------ | -------------- |
| Austrália (ARIA Charts)                          | 1              |
| Áustria (Ö3 Austria Top 40)                      | 1              |
| Bélgica (Ultratop 50 de Flandres)                | 116            |
| Bélgica (Ultratop 40 de Valônia)                 | 24             |
| Bélgica (Ultratop 50 de Flandes) Versão em Vídeo | 1              |
| Bélgica (Ultratop 40 de Valônia) Versão em Vídeo | 1              |
| Brasil (Pro-Música Brasil) Versão em Vídeo       | 1              |
| Dinamarca (Hitlisten)                            | 1              |
| Espanha (PROMUSICAE) Versão em Vídeo             | 1              |
| Espanha (PROMUSICAE)                             | 4              |
| Estados Unidos (Billboard 200)                   | 90             |
| Estados Unidos (Top Music Videos)                | 1              |
| Finlândia (IFPI Finlândia)                       | 1              |
| França (SNEP)                                    | 6              |
| França (SNEP) Versão em Vídeo                    | 1              |
| Grécia (IFPI Grécia)                             | 25             |
| Hungria (MAHASZ)                                 | 1              |
| Israel (Media Forest)                            | 1              |
| Irlanda (IRMA) Versão em Vídeo                   | 3              |
| Irlanda (IRMA)                                   | 66             |
| Itália (FIMI)                                    | 2              |
| Itália (FIMI) Versão em Vídeo                    | 1              |
| Japão (Oricon)                                   | 15             |
| Países Baíxos (MegaCharts) Versão em Vídeo       | 1              |
| Países Baixos (MegaCharts)                       | 50             |
| Polônia (ZPAV)                                   | 11             |
| Portugal (AFP)                                   | 18             |
| Reino Unido (UK Albums Chart)                    | 55             |
| Reino Unido (UK Music Video) Versão em Vídeo     | 1              |
| Rússia (Tophit)                                  | 4              |
| Suécia (Sverigetopplistan)                       | 1              |
| Suíça (Schweizer Hitparade)                      | 1              |
| Taiwan (G-Music)                                 | 2              |

| Tabela musical (2013)             | Posição |
| --------------------------------- | ------- |
| Argentina (CAPIF)                 | 3       |
| Bélgica (Ultratop de Flandes)     | 11      |
| Bélgica (Ultratop de Valônia)     | 4       |
| Brasil (ABPD)                     | 15      |
| Estados Unidos (Top Music Videos) | 29      |
| França (SNEP)                     | 11      |
| Hungria (Mahasz)                  | 78      |
| Itália (FIMI)                     | 3       |
| Países Baixos (MegaCharts)        | 24      |

| Tabela musical (2014)                  | Posição |
| -------------------------------------- | ------- |
| Bélgica (Bélgica (Ultratop de Flandes) | 41      |
| Bélgica (Ultratop de Valônia)          | 20      |
| Itália (FIMI)                          | 19      |

| Região                                                                                             | Certificação | Vendas  |
| -------------------------------------------------------------------------------------------------- | ------------ | ------- |
| Brasil (Pro-Música Brasil)                                                                         | 3× Platina   | 90,00*  |
| Canadá (Music Canada)                                                                              | Platina      | 10,000^ |
| Polônia (ZPAV)                                                                                     | Ouro         | 5,000*  |
| Portugal (AFP)                                                                                     | Platina      | 8,000^  |
| Portugal (AFP) Versão em CD                                                                        | Ouro         | 10,000^ |
| ^distribuições baseadas apenas na certificação *números de vendas baseados somente na certificação |              |         |

## Histórico de lançamento
| País           | Data                   | Formato(s)                           | Editora discográfica |
| -------------- | ---------------------- | ------------------------------------ | -------------------- |
| Alemanha       | 6 de Setembro de 2013  | CD duplo, DVD, blu-ray, DVD+2CD      | Interscope           |
| Austrália      | 6 de Setembro de 2013  | CD duplo, DVD, blu-ray, DVD+2CD      | Interscope           |
| França         | 9 de Setembro de 2013  | CD duplo, DVD, blu-ray, DVD+2CD      | Interscope           |
| Portugal       | 9 de Setembro de 2013  | CD duplo, DVD, blu-ray, DVD+2CD      | Interscope           |
| Reino Unido    | 9 de Setembro de 2013  | CD duplo, DVD, blu-ray, DVD+2CD      | Interscope           |
| Estados Unidos | 10 de Setembro de 2013 | DVD, blu-ray, descarga digital, CD-R | Interscope           |
| Brasil         | 25 de setembro de 2013 | DVD, blu-ray, descarga digital, CD-R | Interscope           |